# Drosophila saraswati
Drosophila saraswati är en tvåvingeart som beskrevs av Singh och Dash 1998. Drosophila saraswati ingår i släktet Drosophila och familjen daggflugor.
Artens utbredningsområde är Indien.